# Vitantonio Liuzzi
Vitantonio Liuzzi (Locorotondo, 6 de agosto de 1981), é um automobilista italiano.
Como muitos pilotos, Liuzzi começou sua carreira no kart, aos nove anos. Em 1993 ganhou o Campeonato Italiano de Kart. Em 1995 ficou em segundo lugar no Campeonato Mundial e quinto lugar no Campeonato Europeu. Em 2001 ganhou o Mundial de Kart.

## Carreira

### Formula Renault, F3 e F3000

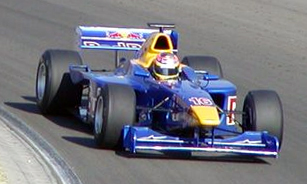
Liuzzi pilotando pela Red Bull Junior Team na temporada de 2003 da Fórmula 3000.

Em 2001 Liuzzi terminou em segundo lugar na Fórmula Renault Alemã, embora pela German Fórmula 3 (também alemã) tenha conseguido apenas o nono lugar. No mesmo ano venceu a Corrida Internacional de F3 em San Marino e testou pelas equipes Coloni e Williams.
Em 2002 a Red Bull contratou Liuzzi para disputar a temporada 2003 da F3000, a qual ele terminou em quarto lugar. Em 2004 passou a competir pela equipe Arden, onde ganhou sete das dez corridas, consagrando-se campeão com uma corrida de antecedência.

### Fórmula 1

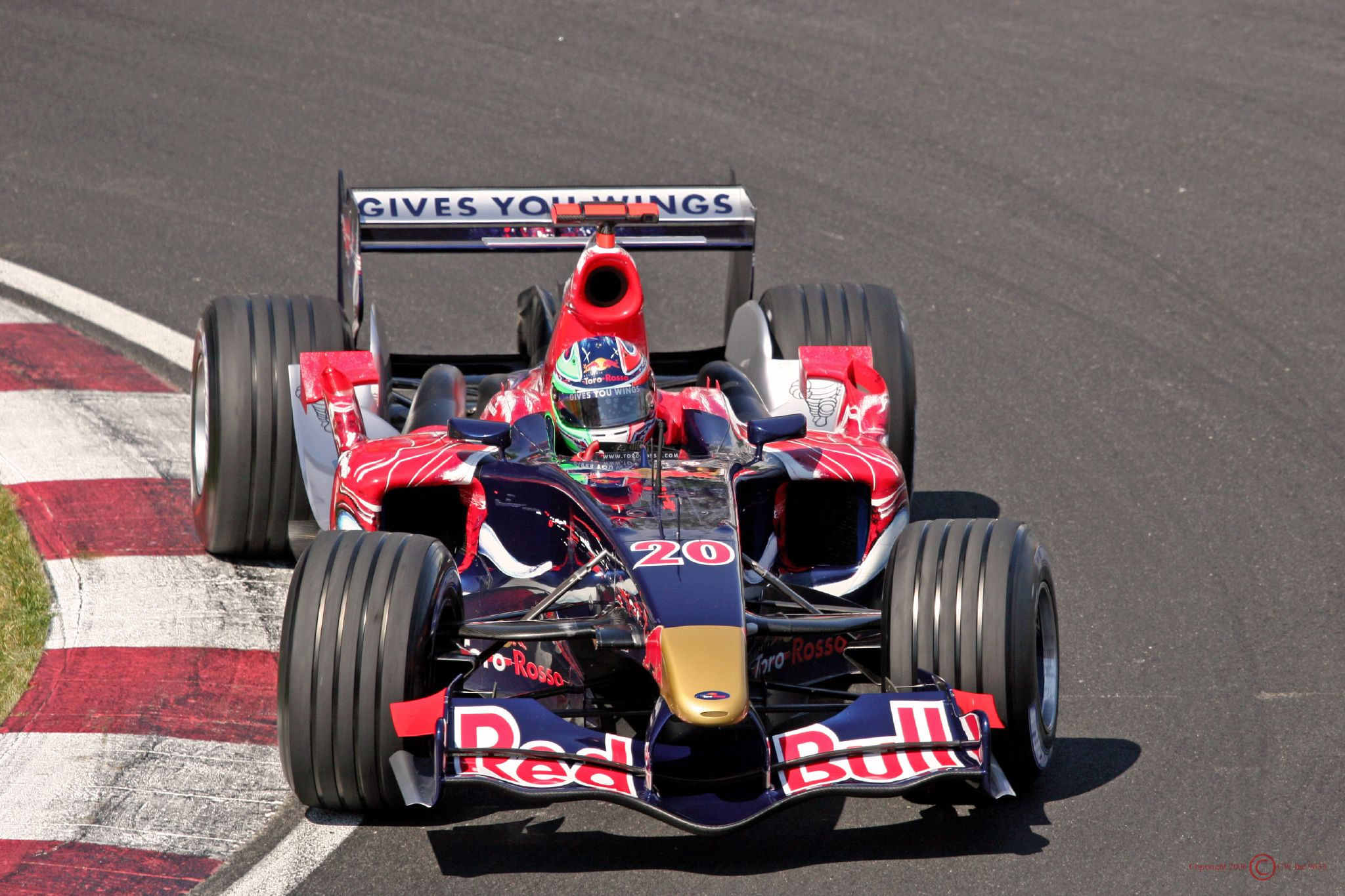
Liuzzi na Toro Rosso em

Diante das seguidas decepções na Toro Rosso, "Tonio" Liuzzi foi contratado em 2008 pela nova Force India para correr como piloto de testes.
Em 2009, após a saída de Giancarlo Fisichella, então piloto titular, para a Ferrari, Liuzzi assumiu a condição de titular na Force India onde permaneceu até 2010, no ano seguinte foi para a HRT.

### Outras categorias

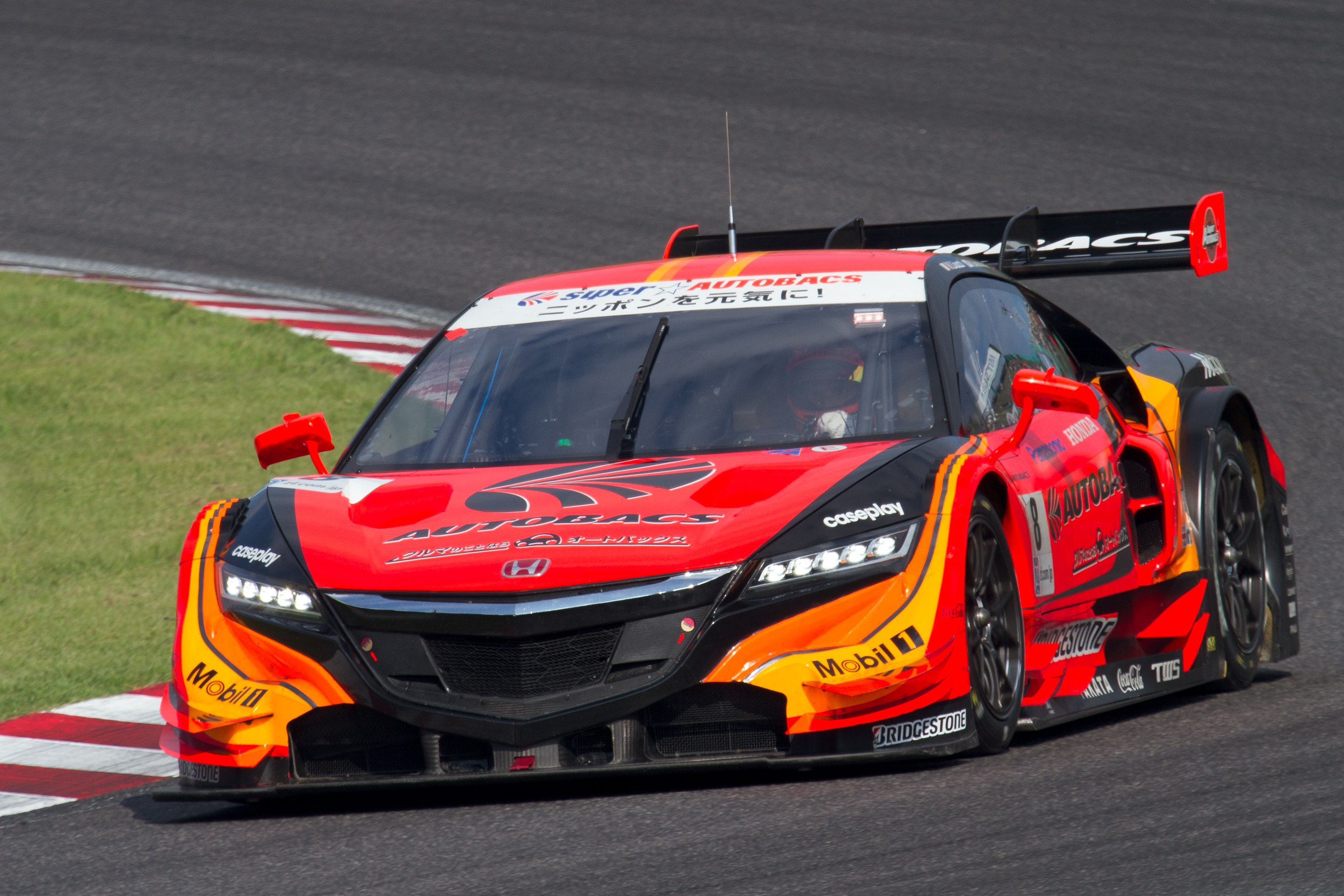
Liuzzi na Super GT em 2014.

Disputou a A1 Grand Prix em 2008-09, a Speedcar Series em 2008-09 (categoria asiática que utiliza carros da NASCAR), a Supercars Championship em 2011 e 2012, a International Superstars Series em 2012 e 2013, a FIA WEC em 2012, 2013 e 2015, a Super GT em 2014 e a Fórmula E entre 2014 e 2016.

## Resultados na Fórmula 1[3]
Legenda
| Ano  | Equipe              | Chassis                  | Motor                    | 1      | 2       | 3       | 4       | 5       | 6       | 7      | 8       | 9      | 10      | 11      | 12     | 13      | 14      | 15      | 16      | 17     | 18      | 19      | Pontos | Posição |
| ---- | ------------------- | ------------------------ | ------------------------ | ------ | ------- | ------- | ------- | ------- | ------- | ------ | ------- | ------ | ------- | ------- | ------ | ------- | ------- | ------- | ------- | ------ | ------- | ------- | ------ | ------- |
| 2005 | Red Bull Racing     | Red Bull RB1             | Cosworth TJ2005 3.0 V10  | AUS TD | MAL TD  | BAR TD  | SMR 8   | ESP Ret | MON Ret | EUR 9  | CAN     | EUA    | FRA TD  | GBR TD  | ALE TD | HUN TD  | TUR TD  | ITA TD  | BEL TD  | BRA TD | JAP TD  | CHN TD  | 1      | 24º     |
| 2006 | Scuderia Toro Rosso | Scuderia Toro Rosso STR1 | Cosworth TJ2006 3.0 V10  | BAR 11 | MAL 11  | AUS Ret | SMR 14  | EUR Ret | ESP 15  | MON 10 | GBR 13  | CAN 13 | EUA 8   | FRA 13  | ALE 10 | HUN Ret | TUR Ret | ITA 14  | CHN 10  | JAP 14 | BRA 16  |         | 1      | 19º     |
| 2007 | Scuderia Toro Rosso | Toro Rosso STR2          | Ferrari 056 2.4 V8       | AUS 14 | MAS 17  | BAR Ret | ESP Ret | MON Ret | CAN Ret | EUA 17 | FRA Ret | GBR 16 | EUR Ret | HUN Ret | TUR 15 | ITA 17  | BEL 12  | JAP 9   | CHN 6   | BRA 13 |         |         | 3      | 18º     |
| 2009 | Force India F1 Team | Force India VJM02        | Mercedes FO 108W 2.4L V8 | AUS    | MAL     | CHN     | BAR     | ESP     | MON     | TUR    | GBR     | GER    | HUN     | EUR     | BEL    | ITA Ret | SIN 14  | JAP 14  | BRA 11  | ABU 15 |         |         | 0      | 22º     |
| 2010 | Force India F1 Team | Force India VJM03        | Mercedes FO 108X 2.4L V8 | BAR 9  | AUS 7   | MAL Ret | CHN Ret | ESP Ret | MON 9   | TUR 13 | CAN 9   | EUR 16 | GBR 11  | ALE 16  | HUN 13 | BEL 11  | ITA 12  | SIN Ret | JAP Ret | COR 6  | BRA Ret | ABU Ret | 21     | 15°     |
| 2011 | HRT F1 Team         | HRT F111                 | Cosworth CA2011 V8       | AUS NQ | MAL Ret | CHN 22  | TUR 22  | ESP Ret | MON 16  | CAN 13 | EUR 23  | GBR 18 | ALE Ret | HUN 20  | BEL 19 | ITA Ret | SIN 20  | JAP 23  | COR 21  | IND NP | ABU 20  | BRA Ret | 0      | 23º     |